# Józef Langmajer
Józef Langmajer, Jozue Langmajer (ur. 1750, zm. 10 listopada 1810 w Wiedniu), lekarz węgierski, profesor Szkoły Głównej Litewskiej w Wilnie.
Studia lekarskie odbył na Uniwersytecie Wiedeńskim, na tej samej uczelni uzyskał dyplom doktora medycyny. W 1784 Marcin Poczobutt-Odlanicki, reformator Akademii Wileńskiej z ramienia Komisji Edukacji Narodowej, sprowadził go do Wilna i powierzył katedrę medycyny praktycznej. Zadaniem Langmajera było także utworzenie szpitala klinicznego, z czego nie zdołał się wywiązać – stworzył jedynie mały szpitalik w kamienicy niedaleko kościoła świętych Janów. Nie spełnił także oczekiwań jako dydaktyk, był natomiast wziętym praktykiem. Zasłużył się sprowadzeniem do Wilna wiedeńczyka Jana Andrzeja Lobenweina, późniejszego pierwszego dziekana Wydziału Lekarskiego uczelni wileńskiej.
W 1799 lub 1800 Langmajer opuścił Wilno i powrócił do Wiednia. Od 1807 był członkiem Wiedeńskiego Towarzystwa Lekarskiego.